# Heidrunea arijana
Heidrunea arijana är en spindelart som beskrevs av Antonio D. Brescovit och Hubert Höfer 1994. Heidrunea arijana ingår i släktet Heidrunea och familjen Trechaleidae. Inga underarter finns listade i Catalogue of Life.